# Stenochrus guatemalensis
Stenochrus guatemalensis är en spindeldjursart som först beskrevs av Chamberlin 1922.  Stenochrus guatemalensis ingår i släktet Stenochrus och familjen Hubbardiidae. Inga underarter finns listade i Catalogue of Life.